# Oodnadatta
Oodnadatta es un pequeño y remoto outback en el estado australiano de Australia Meridional, localizado a 1043 kilómetros (648 millas) por carretera al nornoroeste de la capital estatal, Adelaide, o 873 km (542,5 mi) en línea reacta, con una altitud de 112 metros (367 pies). La pista Oodnadatta, es una carretera popular con turistas, que atraviesa la ciudad. En el censo de 2021 había 74 habitaciones y la población era 318.
Las instalaciones del pueblo incluyen un hotel, un estacionamiento para caravanas, oficina de correos, tiendas, estación de policía, hospital, gasolinera y reparaciones mecánicas menores. La antigua estación de tren ahora es un museo. Desde la década de 1880 hasta la de 1930, Oodnadatta fue una base para los camelleros y sus animales, que proporcionaban transporte cuando el ferrocarril estaba en construcción y a lo largo de las vías del interior antes de que se establecieran las carreteras.
Tras la construcción de la línea férrea , el papel de Oodnadatta cambió de ser un centro de servicios del gobierno y un depósito de suministros para las propiedades pastorales circundantes a una ciudad residencial de dominio absoluto para las familias aborígenes que, al abandonar la ganadería, compraron casas vacías cuando se fueron los empleados del ferrocarril.

## Origen del nombre
Se dice que el nombre deriva de la palabra arrernte utnadata, que significa "flor amarilla de la mulga ". Sin embargo, los árboles de mulga no crecen cerca del pueblo. Una explicación alternativa es que deriva de coodnadatta o kudnadatta, que significa "caca de hombre muerto": las dos primeras sílabas abarcan "podrido" o "excreta" y las dos segundas se refieren a "allí". : 154 

## Historia
Para decenas de miles de años, las tribus Aborígenes visitaron el lugar dondes se encuentra Oodnadatta como fuente fiable de agua en su ruta comercial; no había ningún asentamiento en el propio Oodnadatta. John McDouall Stuart exploró la región en 1859. Su ruta era generalmente seguida por  os supervisores de la línea telegráfica transaustraliana, completada en 1872. Alfred Giles se refirió a un sitio llamado Yellow Waterhole, o  Angle Pole, posteriormente conocido como Hookey's Waterholeyd y The Peake, cercano aOodnadatta. El curso escogido para el Ferrocarril australiano central siguió asimismo esa ruta porque era esencial un suministro de agua para las locomotoras de vapor. Desde 1891, Oodnadatta fue una importante estación de ferrocarril hasta el cierre de la línea en 1981, para ser reemplazada en 2004 por la línea Adelaide–Darwin aproximadamente 160 km (99,4 mi) al oeste.

### Telégrafos, camellos y ferrocarriles
Poste de ángulo (27°30′13″S 135°24′57″E / -27.50363071, 135.41585261 ) es el punto cerca de Oodnadatta donde la dirección de la línea de telégrafo cambió a una dirección más al norte. Está cerca de la estación de ganado de Peake, también conocida como "The Peake", o Freeling Springs. Las ruinas de la estación de telégrafo Peake existen en la estación hoy. Alfred Giles se refiere a su único encuentro con el explorador Ernest Giles (sin relación) en "the Peake" en la década de 1870.
En los años 1880s, la ruta del telégrafo era utilizada por trenes de camellos, muchos dirigidos por camelleros "afganos" (en realidad de muchos lugares diferentes en el subcontinente indio), o "Ghans", como se les conoció, que fueron traídos a Australia para la tarea de transportar mercancías a Australia Central para los colonos pioneros. Muchos de los camelleros se establecieron en Oodnadatta y Marree, algunos con familias y otros casándose, principalmente, con mujeres aborígenes.
En la década de 1880, Angle Pole fue identificado como el final propuesto para la extensión del Gran Ferrocarril del Norte  Cuando se construyó el ferrocarril, se estableció una ciudad, y en octubre de 1890 se proclamó municipio gubernamental y se le cambió el nombre a Oodnadatta.
En 1889, Angle Pole también se propuso como el término sureste de un ferrocarril desde Roebuck Bay en Australia Occidental . Este ferrocarril fue propuesto por un sindicato de Londres y habría tenido unas 1000 millas (1600 km) de largo, con un ancho de 1600 mm (5' 3"). Sin embargo, no llegó a construirse.
La ciudad siguió siendo el final de la línea Great Northern hasta que esta se extendió a Alice Springs en 1929. La línea se conoció como el Ferrocarril de Australia Central y el servicio de tren en la línea se conoció como Ghan en honor a los camelleros afganos. El ferrocarril se construyó con vía estrecha ( 1067 mm (3' 6") ), y el tráfico de trenes se vio interrumpido con frecuencia por las lluvias y otros daños en el lecho de las vías, lo que provocó un servicio lento y poco confiable. Se cerró el ferrocarril a través de Oodnadatta y se construyó una nueva línea de ancho estándar hacia el oeste, sin pasar por Oodnadatta, inaugurada en octubre de 1980.

### Segunda Guerra Mundial
Oodnadatta  la era más ocupada era Segunda Guerra Mundial cuándo el Ejército australiano y la Real Fuerza Aérea Australiana estableció instalaciones  para dar servicio a los trenes de tropa y aeronave en ruta a Darwin.

### SigloXXI
El tráfico turístico a lo largo de la ruta Oodnadatta  y la industria minera mantienen vivo el pueblo. El mayor empleador es la escuela aborigen.
En 2018, el gobierno federal anunció una importante mejora en la ruta, para brindar un mejor servicio tanto a los turistas como a los camioneros en esta importante ruta de transporte de carga y ganado.

## Acceso, instalaciones, atracciones

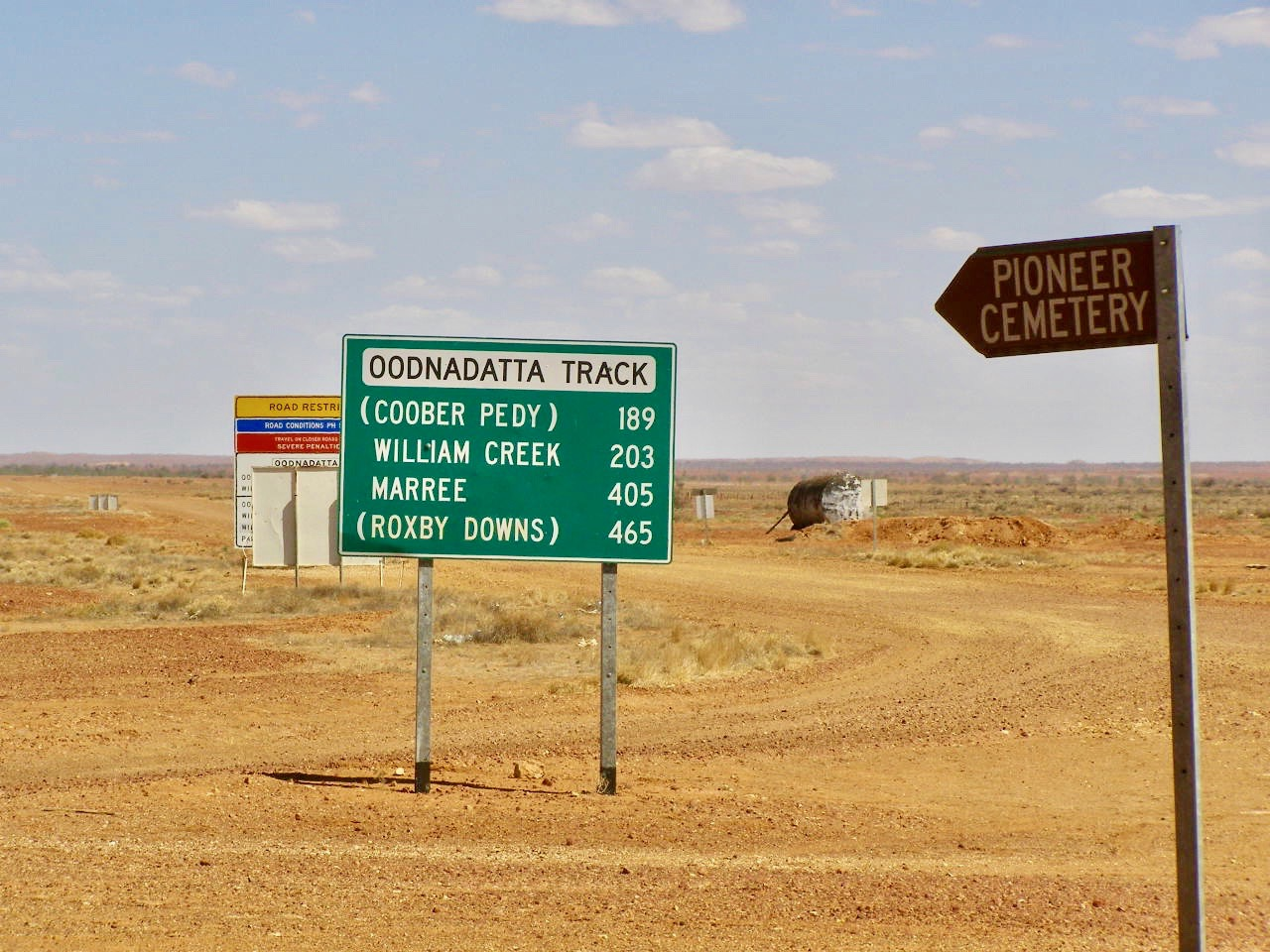
Señal de pista de Oodnadatta

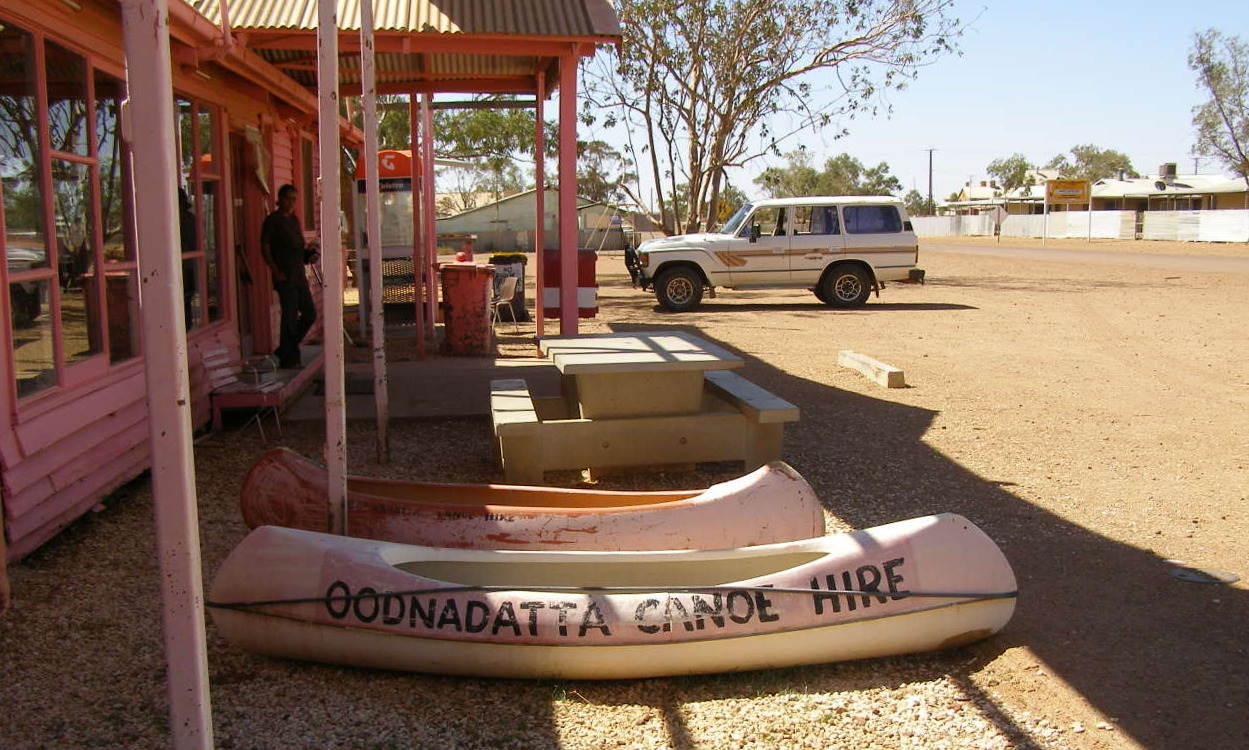
Alquiler de canoas

Se puede llegar a Oodnadatta por una carretera no asfaltada desde Coober Pedy o a través de la Pista Oodnadatta desde Marree a Marla o desde el norte a través de Finke/Aputula, NT (en el "Old Ghan Heritage Trail").
El motel rosa (Pink Roadhouse), llamado así porque está pintado de color rosa brillante proporciona gasolina, una tienda general, comidas, una variedad de alojamiento e instalaciones de oficina de correos . El Hotel Transcontinental, construido en la década de 1890, está en el mismo lado de la carretera, al igual que el parque de caravanas.
Oodnadatta es atendido dos veces por semana por el   Coober Pedy Oodnadatta One Day Mail Run. El camión de correo OKA también transporta mercancías y pasajeros.
La pista de aterrizaje de 1290 metros (1410,8 yd) adyacente a la ciudad, construida originalmente durante la Segunda Guerra Mundial, tiene una superficie asfaltada.

### Edificios históricos
La histórica estación de tren de Oodnadatta, ahora museo, aparece en el Registro de Patrimonio de Australia Meridional.

## Demografía
En el censo de 2016, la población de Oodnadatta era de 204 y los aborígenes y / o isleños del Estrecho de Torres constituían el 53,3% de la población.  Esta fue una disminución con respecto a 2006, cuando la población era de 277, de los cuales menos de la mitad eran indígenas.
En 2016, el 61,7% de las personas solo hablaba inglés en casa. Otros idiomas hablados incluyen yankunytjatjara 4,7%, luritja 3,6%, afrikáans 1,6%, tagalo 1,6% y pitjantjatjara 1,6%. 

## Escuela aborigen Oodnadatta
La Escuela Aborigen Oodnadatta, ubicada en Kutaya Terrace, es una escuela operada por el Gobierno de Australia Meridional que ofrece educación hasta los 12 años. En 2018, la escuela tenía matrículados un total de 14 estudiantes, de los cuales el 86% eran indígenas, y un cuerpo docente de tres profesores.

## Clima
Oodnadatta tiene un clima desértico cálido (clasificación climática de Köppen BWh) y también ha registrado la temperatura máxima más alta medida de manera confiable en Australia: 50,7 °C (123,3 F) el 2 de enero de 1960. Este récord se mantuvo sin igual hasta el 13 de enero de 2022, cuando una temperatura de 50,7 °C (123,3 F) se midió en Onslow, Australia Occidental, igualando así el récord de Oodnadatta.
Se registró una temperatura más alta en Cloncurry en 1889; sin embargo, desde entonces se ha demostrado que esto se registró en un recinto no estándar y es probable que haya sido considerablemente más frío de lo que se creía al principio. Hay un gran cartel en Oodnadatta que dice que la ciudad es "La ciudad más seca, el estado más seco del continente más seco".
| Parámetros climáticos promedio de Aeropuerto Oodnadatta (1981–2010) | Parámetros climáticos promedio de Aeropuerto Oodnadatta (1981–2010) | Parámetros climáticos promedio de Aeropuerto Oodnadatta (1981–2010) | Parámetros climáticos promedio de Aeropuerto Oodnadatta (1981–2010) | Parámetros climáticos promedio de Aeropuerto Oodnadatta (1981–2010) | Parámetros climáticos promedio de Aeropuerto Oodnadatta (1981–2010) | Parámetros climáticos promedio de Aeropuerto Oodnadatta (1981–2010) | Parámetros climáticos promedio de Aeropuerto Oodnadatta (1981–2010) | Parámetros climáticos promedio de Aeropuerto Oodnadatta (1981–2010) | Parámetros climáticos promedio de Aeropuerto Oodnadatta (1981–2010) | Parámetros climáticos promedio de Aeropuerto Oodnadatta (1981–2010) | Parámetros climáticos promedio de Aeropuerto Oodnadatta (1981–2010) | Parámetros climáticos promedio de Aeropuerto Oodnadatta (1981–2010) | Parámetros climáticos promedio de Aeropuerto Oodnadatta (1981–2010) |
| Mes                                                                 | Ene.                                                                | Feb.                                                                | Mar.                                                                | Abr.                                                                | May.                                                                | Jun.                                                                | Jul.                                                                | Ago.                                                                | Sep.                                                                | Oct.                                                                | Nov.                                                                | Dic.                                                                | Anual                                                               |
| ------------------------------------------------------------------- | ------------------------------------------------------------------- | ------------------------------------------------------------------- | ------------------------------------------------------------------- | ------------------------------------------------------------------- | ------------------------------------------------------------------- | ------------------------------------------------------------------- | ------------------------------------------------------------------- | ------------------------------------------------------------------- | ------------------------------------------------------------------- | ------------------------------------------------------------------- | ------------------------------------------------------------------- | ------------------------------------------------------------------- | ------------------------------------------------------------------- |
| Temp. máx. abs. (°C)                                                | 50.7                                                                | 46.8                                                                | 44.9                                                                | 42.1                                                                | 35.0                                                                | 32.8                                                                | 32.2                                                                | 36.5                                                                | 40.7                                                                | 45.4                                                                | 47.3                                                                | 48.3                                                                | 50.7                                                                |
| Temp. máx. media (°C)                                               | 38.4                                                                | 37.1                                                                | 33.8                                                                | 29.0                                                                | 23.7                                                                | 20.0                                                                | 19.8                                                                | 22.9                                                                | 27.6                                                                | 30.5                                                                | 34.1                                                                | 36.4                                                                | 29.4                                                                |
| Temp. media (°C)                                                    | 31.1                                                                | 30.0                                                                | 26.6                                                                | 21.8                                                                | 16.9                                                                | 13.2                                                                | 12.9                                                                | 15.5                                                                | 20.0                                                                | 22.9                                                                | 26.7                                                                | 29.1                                                                | 22.2                                                                |
| Temp. mín. media (°C)                                               | 23.7                                                                | 22.9                                                                | 19.3                                                                | 14.9                                                                | 10.0                                                                | 6.3                                                                 | 6.0                                                                 | 8.0                                                                 | 12.4                                                                | 15.3                                                                | 19.3                                                                | 21.8                                                                | 15.0                                                                |
| Temp. mín. abs. (°C)                                                | 11.7                                                                | 12.8                                                                | 9.5                                                                 | 3.8                                                                 | 0.9                                                                 | -2.6                                                                | -2.2                                                                | -0.3                                                                | 2.2                                                                 | 5.1                                                                 | 9.6                                                                 | 11.3                                                                | -2.6                                                                |
| Precipitación total (mm)                                            | 29.2                                                                | 32.8                                                                | 10.4                                                                | 10.0                                                                | 7.1                                                                 | 9.8                                                                 | 9.4                                                                 | 5.5                                                                 | 9.9                                                                 | 15.4                                                                | 17.8                                                                | 27.2                                                                | 185.2                                                               |
| Días de precipitaciones (≥ 0.2 mm)                                  | 2.8                                                                 | 3.2                                                                 | 2.4                                                                 | 2.1                                                                 | 2.4                                                                 | 2.9                                                                 | 2.8                                                                 | 1.8                                                                 | 3.1                                                                 | 4.1                                                                 | 4.1                                                                 | 4.7                                                                 | 36.3                                                                |
| Horas de sol                                                        | 337.9                                                               | 315.0                                                               | 313.1                                                               | 273.0                                                               | 244.9                                                               | 231.0                                                               | 254.2                                                               | 275.9                                                               | 291.0                                                               | 316.2                                                               | 321.0                                                               | 341.0                                                               | 3514.2                                                              |
| Fuente: Bureau of Meteorology                                       |                                                                     |                                                                     |                                                                     |                                                                     |                                                                     |                                                                     |                                                                     |                                                                     |                                                                     |                                                                     |                                                                     |                                                                     |                                                                     |

| Parámetros climáticos promedio de Aeropuerto Oodnadatta (1939–2016) | Parámetros climáticos promedio de Aeropuerto Oodnadatta (1939–2016) | Parámetros climáticos promedio de Aeropuerto Oodnadatta (1939–2016) | Parámetros climáticos promedio de Aeropuerto Oodnadatta (1939–2016) | Parámetros climáticos promedio de Aeropuerto Oodnadatta (1939–2016) | Parámetros climáticos promedio de Aeropuerto Oodnadatta (1939–2016) | Parámetros climáticos promedio de Aeropuerto Oodnadatta (1939–2016) | Parámetros climáticos promedio de Aeropuerto Oodnadatta (1939–2016) | Parámetros climáticos promedio de Aeropuerto Oodnadatta (1939–2016) | Parámetros climáticos promedio de Aeropuerto Oodnadatta (1939–2016) | Parámetros climáticos promedio de Aeropuerto Oodnadatta (1939–2016) | Parámetros climáticos promedio de Aeropuerto Oodnadatta (1939–2016) | Parámetros climáticos promedio de Aeropuerto Oodnadatta (1939–2016) | Parámetros climáticos promedio de Aeropuerto Oodnadatta (1939–2016) |
| Mes                                                                 | Ene.                                                                | Feb.                                                                | Mar.                                                                | Abr.                                                                | May.                                                                | Jun.                                                                | Jul.                                                                | Ago.                                                                | Sep.                                                                | Oct.                                                                | Nov.                                                                | Dic.                                                                | Anual                                                               |
| ------------------------------------------------------------------- | ------------------------------------------------------------------- | ------------------------------------------------------------------- | ------------------------------------------------------------------- | ------------------------------------------------------------------- | ------------------------------------------------------------------- | ------------------------------------------------------------------- | ------------------------------------------------------------------- | ------------------------------------------------------------------- | ------------------------------------------------------------------- | ------------------------------------------------------------------- | ------------------------------------------------------------------- | ------------------------------------------------------------------- | ------------------------------------------------------------------- |
| Temp. máx. abs. (°C)                                                | 50.7                                                                | 46.8                                                                | 44.9                                                                | 42.1                                                                | 35.0                                                                | 32.8                                                                | 32.2                                                                | 36.5                                                                | 40.7                                                                | 45.4                                                                | 47.3                                                                | 48.4                                                                | 50.7                                                                |
| Temp. máx. media (°C)                                               | 37.8                                                                | 36.6                                                                | 33.7                                                                | 28.5                                                                | 23.2                                                                | 19.9                                                                | 19.6                                                                | 22.1                                                                | 26.6                                                                | 30.2                                                                | 33.7                                                                | 36.3                                                                | 29.0                                                                |
| Temp. media (°C)                                                    | 30.4                                                                | 29.5                                                                | 26.5                                                                | 21.5                                                                | 16.5                                                                | 13.2                                                                | 12.7                                                                | 14.8                                                                | 19.0                                                                | 22.7                                                                | 26.1                                                                | 29.3                                                                | 21.8                                                                |
| Temp. mín. media (°C)                                               | 23.0                                                                | 22.3                                                                | 19.2                                                                | 14.4                                                                | 9.7                                                                 | 6.5                                                                 | 5.8                                                                 | 7.4                                                                 | 11.4                                                                | 15.1                                                                | 18.5                                                                | 21.2                                                                | 14.5                                                                |
| Temp. mín. abs. (°C)                                                | 11.7                                                                | 12.8                                                                | 9.5                                                                 | 3.8                                                                 | 0.9                                                                 | -2.6                                                                | -2.2                                                                | -0.3                                                                | 2.2                                                                 | 5.1                                                                 | 9.6                                                                 | 11.3                                                                | -2.6                                                                |
| Precipitación total (mm)                                            | 22.9                                                                | 32.2                                                                | 14.1                                                                | 11.1                                                                | 12.8                                                                | 11.8                                                                | 10.0                                                                | 8.1                                                                 | 9.9                                                                 | 13.9                                                                | 13.0                                                                | 17.1                                                                | 177.1                                                               |
| Días de precipitaciones (≥ 0.2 mm)                                  | 2.9                                                                 | 2.8                                                                 | 2.3                                                                 | 2.3                                                                 | 2.7                                                                 | 3.0                                                                 | 2.5                                                                 | 2.4                                                                 | 2.7                                                                 | 3.6                                                                 | 3.6                                                                 | 3.5                                                                 | 34.3                                                                |
| Horas de sol                                                        | 337.9                                                               | 315.0                                                               | 313.1                                                               | 273.0                                                               | 244.9                                                               | 231.0                                                               | 254.2                                                               | 275.9                                                               | 291.0                                                               | 316.2                                                               | 321.0                                                               | 341.0                                                               | 3514.2                                                              |
| Fuente: Bureau of Meteorology                                       |                                                                     |                                                                     |                                                                     |                                                                     |                                                                     |                                                                     |                                                                     |                                                                     |                                                                     |                                                                     |                                                                     |                                                                     |                                                                     |

## Gobierno
Oodnadatta se encuentra dentro de la circunscripción de Grey, el distrito electoral de Stuart, área pastoral no incorporada de Australia Meridional y la región del extremo norte del estado.  En ausencia de una autoridad del gobierno local, la comunidad de Oodnadatta recibe servicios municipales de una agencia del gobierno estatal, la Autoridad de Comunidades Outback.

## Oodnadatta en Marte
Se ha puesto el nombre Oodnadatta a un cráter del planeta Marte.